# Élections législatives de 2022 en Ille-et-Vilaine
Les élections législatives françaises de 2022 en Ille-et-Vilaine se déroulent les 12 et 19 juin 2022. Dans le département, huit députés sont à élire dans le cadre de huit circonscriptions.

## Contexte

### Élections législatives de 2017
Les élections législatives de 2017 voient la majorité présidentielle (République en marche et Mouvement démocrate) remporter cinq des huit sièges à pourvoir dans le département. François André, réélu dans la 3e circonscription sous l'étiquette socialiste, décide de siéger dans le groupe La République en marche en tant qu'apparenté et non dans celui de la Nouvelle Gauche.
Les Républicains perdent un de leurs deux sièges tandis que le Parti socialiste en perd quatre. Enfin, l'Union des démocrates et indépendants conserve son unique siège dans la circonscription de Fougères (6e).

### Élection présidentielle de 2022
| Circonscription | 1er tour | 1er tour | 1er tour  |         | 2d tour | 2d tour |
| Circonscription | Macron   | Le Pen   | Mélenchon | Macron  | Le Pen  |         |
| --------------- | -------- | -------- | --------- | ------- | ------- | ------- |
| Circonscription |          |          |           |         |         |         |
| 1re             | 33,23 %  | 11,92 %  | 28,18 %   | 78,78 % | 21,22 % |         |
| 2e              | 36,20 %  | 11,15 %  | 24,48 %   | 78,74 % | 21,26 % |         |
| 3e              | 34,01 %  | 19,41 %  | 21,43 %   | 67,90 % | 32,10 % |         |
| 4e              | 31,30 %  | 22,13 %  | 21,22 %   | 62,86 % | 37,14 % |         |
| 5e              | 37,73 %  | 19,65 %  | 17,31 %   | 68,96 % | 31,04 % |         |
| 6e              | 34,95 %  | 22,66 %  | 17,63 %   | 63,67 % | 36,33 % |         |
| 7e              | 35,70 %  | 19,56 %  | 16,91 %   | 66,24 % | 33,76 % |         |
| 8e              | 32,04 %  | 9,38 %   | 32,00 %   | 81,66 % | 18,34 % |         |

## Système électoral
Les élections législatives ont lieu au scrutin uninominal majoritaire à deux tours dans des circonscriptions uninominales.
Est élu au premier tour le candidat qui réunit la majorité absolue des suffrages exprimés et un nombre de voix au moins égal au quart (25 %) des électeurs inscrits dans la circonscription. Si aucun des candidats ne satisfait ces conditions, un second tour est organisé entre les candidats ayant réuni un nombre de voix au moins égal à un huitième des inscrits (12,5 %) ; les deux candidats arrivés en tête du premier tour se maintiennent néanmoins par défaut si un seul ou aucun d'entre eux n'a atteint ce seuil. Au second tour, le candidat arrivé en tête est déclaré élu.
Le seuil de qualification basé sur un pourcentage du total des inscrits et non des suffrages exprimés rend plus difficile l'accès au second tour lorsque l'abstention est élevée. Le système permet en revanche l'accès au second tour de plus de deux candidats si plusieurs d'entre eux franchissent le seuil de 12,5 % des inscrits. Les candidats en lice au second tour peuvent ainsi être trois, un cas de figure appelé « triangulaire ». Les second tours où s'affrontent quatre candidats, appelés « quadrangulaire » sont également possibles, mais beaucoup plus rares.

### Partis et nuances
Les résultats des élections sont publiés en France par le ministère de l'Intérieur, qui classe les partis en leur attribuant des nuances politiques. Ces dernières sont décidées par les préfets, qui les attribuent indifféremment de l'étiquette politique déclarée par les candidats, qui peut être celle d'un parti ou une candidature sans étiquette.
En 2022, seules les coalitions Ensemble (ENS) et Nouvelle Union populaire écologique et sociale (NUP), ainsi que le Parti radical de gauche (RDG), l'Union des démocrates et indépendants (UDI), Les Républicains (LR), le Rassemblement national (RN) et Reconquête (REC) se voient attribuer  une nuance propre,,.
Tous les autres partis se voient attribuer l'une ou l'autre des nuances suivantes : DXG (divers extrême gauche), DVG (divers gauche), ECO (écologiste), REG (régionaliste), DVC (divers centre), DVD (divers droite), DSV (droite souverainiste) et DXD (divers extrême droite). Des partis comme Debout la France ou Lutte ouvrière ne disposent ainsi pas de nuance propre, et leurs résultats nationaux ne sont pas publiés séparément par le ministère, car mélangés avec d'autres partis (respectivement dans les nuances DSV et DXG),.

## Campagne
La majorité présidentielle, réunie dans la coalition Ensemble, présente des candidats dans l'ensemble des circonscriptions et soutient les députés sortants Laurence Maillart-Méhaignerie, Christine Cloarec-Le Nabour, Thierry Benoît et Florian Bachelier. Dans les 1re, devenue vacante après la démission de Mustapha Laabid, et 4e circonscription, où le sortant Gaël Le Bohec n'est pas candidat à sa réélection, Ensemble investit respectivement Hind Saoud et Anne Patault.
À gauche, la Nouvelle Union populaire écologique et sociale (NUPES) qui réunit La France insoumise (LFI), le Pôle écologiste, le Parti communiste français (PCF) et le Parti socialiste (PS), apporte son soutien à la députée sortante Claudia Rouaux (3e, Montfort-Combourg), qui avait succédé à François André décédé en fonction, et présente des candidatures uniques dans les huit circonscriptions brétiliennes,.
Les Républicains sont eux aussi présents dans toutes les circonscriptions et soutiennent notamment Jean-Luc Bourgeaux, ancien suppléant et successeur de Gilles Lurton, élu maire de Saint-Malo en 2020 et touché par le cumul des mandats.
Quant à l'extrême-droite, le Rassemblement national et Reconquête ont annoncé qu'ils auront des candidats dans l'ensemble du département.

## Résultats

### Élus
| Circonscription | Député sortant                | Parti        | Parti        | Député élu ou réélu           | Parti | Parti |
| --------------- | ----------------------------- | ------------ | ------------ | ----------------------------- | ----- | ----- |
| 1re             | Siège vacant                  | Siège vacant | Siège vacant | Frédéric Mathieu              |       | LFI   |
| 2e              | Laurence Maillart-Méhaignerie |              | LREM         | Laurence Maillart-Méhaignerie |       | LREM  |
| 3e              | Claudia Rouaux                |              | PS           | Claudia Rouaux                |       | PS    |
| 4e              | Gaël Le Bohec nsrp            |              | LREM         | Mathilde Hignet               |       | LFI   |
| 5e              | Christine Cloarec-Le Nabour   |              | LREM         | Christine Cloarec-Le Nabour   |       | LREM  |
| 6e              | Thierry Benoit                |              | H            | Thierry Benoit                |       | H     |
| 7e              | Jean-Luc Bourgeaux            |              | LR           | Jean-Luc Bourgeaux            |       | LR    |
| 8e              | Florian Bachelier             |              | LREM         | Mickaël Bouloux               |       | PS    |

### Résultats à l'échelle du département

#### Résultats par coalition
| Parti et coalition                                           | Parti et coalition                                           | Parti et coalition                                | Premier tour | Premier tour | Premier tour | Second tour   | Second tour   | Second tour | Total Sièges  | +/-           |  |
| Parti et coalition                                           | Parti et coalition                                           | Parti et coalition                                | Voix         | %            | Sièges       | Voix          | %             | Sièges      | Total Sièges  | +/-           |  |
| ------------------------------------------------------------ | ------------------------------------------------------------ | ------------------------------------------------- | ------------ | ------------ | ------------ | ------------- | ------------- | ----------- | ------------- | ------------- |  |
|                                                              |                                                              | La République en marche (LREM)                    | 87 202       | 21,73        | 0            | 123 562       | 32,40         | 2           | 2             | 2             |  |
|                                                              | Horizons (H)                                                 | 21 513                                            | 5,36         | 0            | 26 431       | 6,93          | 1             | 1           | Nv            |               |  |
|                                                              | Mouvement démocrate (MoDem)                                  | 15 330                                            | 3,82         | 0            | 21 681       | 5,68          | 0             | 0           | 1             |               |  |
|                                                              | Parti radical (PRV)                                          | 15 317                                            | 3,82         | 0            | 22 375       | 5,87          | 0             | 0           | Nv            |               |  |
| Total Ensemble (ENS)                                         | Total Ensemble (ENS)                                         | 139 362                                           | 34,74        | 0            | 194 049      | 50,88         | 3             | 3           | 2             |               |  |
|                                                              |                                                              | La France insoumise (LFI)                         | 71 908       | 17,92        | 0            | 85 395        | 22,39         | 2           | 2             | 2             |  |
|                                                              | Parti socialiste (PS)                                        | 39 432                                            | 9,83         | 0            | 52 046       | 13,65         | 2             | 2           | 1             |               |  |
|                                                              | Génération.s (G.s)                                           | 21 596                                            | 5,38         | 0            | 26 190       | 6,87          | 0             | 0           | Nv            |               |  |
| Total Nouvelle Union populaire écologique et sociale (NUPES) | Total Nouvelle Union populaire écologique et sociale (NUPES) | 132 936                                           | 33,13        | 0            | 163 631      | 42,90         | 4             | 4           | 3             |               |  |
|                                                              | Rassemblement national (RN)                                  | Rassemblement national (RN)                       | 49 646       | 12,37        | 0            |               |               |             | 0             | en stagnation |  |
|                                                              |                                                              | Les Républicains (LR)                             | 33 446       | 8,34         | 0            | 23 705        | 6,22          | 1           | 1             | en stagnation |  |
|                                                              | Sans étiquette                                               | 1 902                                             | 0,47         | 0            |              |               |               | 0           | en stagnation |               |  |
| Total Union de la droite et du centre (UDC)                  | Total Union de la droite et du centre (UDC)                  | 35 348                                            | 8,81         | 0            | 23 705       | 6,22          | 1             | 1           | 1             |               |  |
|                                                              |                                                              | Reconquête (REC)                                  | 8 147        | 2,03         | 0            |               |               |             | 0             | Nv            |  |
|                                                              | Via, la voie du peuple (VIA)                                 | 3 673                                             | 0,92         | 0            | 0            | en stagnation |               |             |               |               |  |
| Total Reconquête et alliés (REC)                             | Total Reconquête et alliés (REC)                             | 11 820                                            | 2,95         | 0            | 0            | en stagnation |               |             |               |               |  |
|                                                              | Parti animaliste (PA)                                        | Parti animaliste (PA)                             | 4 850        | 1,21         | 0            | 0             | en stagnation |             |               |               |  |
|                                                              |                                                              | Union démocratique bretonne (UDB)                 | 4 505        | 1,12         | 0            | 0             | en stagnation |             |               |               |  |
| Total Régions et peuples solidaires (R&PS)                   | Total Régions et peuples solidaires (R&PS)                   | 4 505                                             | 1,12         | 0            | 0            | en stagnation |               |             |               |               |  |
|                                                              |                                                              | Les Patriotes (LP)                                | 2 912        | 0,73         | 0            | 0             | Nv            |             |               |               |  |
|                                                              | Debout la France (DLF)                                       | 1 217                                             | 0,30         | 0            | 0            | en stagnation |               |             |               |               |  |
| Total Union pour la France (UPF)                             | Total Union pour la France (UPF)                             | 4 129                                             | 1,03         | 0            | 0            | en stagnation |               |             |               |               |  |
|                                                              | Lutte ouvrière (LO)                                          | Lutte ouvrière (LO)                               | 3 860        | 0,96         | 0            | 0             | en stagnation |             |               |               |  |
|                                                              |                                                              | L'Engagement (ENG)                                | 2 065        | 0,51         | 0            | 0             | Nv            |             |               |               |  |
|                                                              | Gauche républicaine et socialiste (GRS)                      | 1 262                                             | 0,31         | 0            | 0            | Nv            |               |             |               |               |  |
| Total Fédération de la gauche républicaine (FGR)             | Total Fédération de la gauche républicaine (FGR)             | 3 327                                             | 0,83         | 0            | 0            | Nv            |               |             |               |               |  |
|                                                              |                                                              | Parti breton (PB)                                 | 2 605        | 0,65         | 0            | 0             | en stagnation |             |               |               |  |
| Total Pays unis (PU)                                         | Total Pays unis (PU)                                         | 2 605                                             | 0,65         | 0            | 0            | en stagnation |               |             |               |               |  |
|                                                              |                                                              | Mouvement écologiste indépendant (MEI)            | 2 470        | 0,62         | 0            | 0             | en stagnation |             |               |               |  |
| Total Tous unis pour le vivant (TUPV)                        | Total Tous unis pour le vivant (TUPV)                        | 2 470                                             | 0,62         | 0            | 0            | en stagnation |               |             |               |               |  |
|                                                              | Parti pirate (PP)                                            | Parti pirate (PP)                                 | 1 233        | 0,31         | 0            | 0             | en stagnation |             |               |               |  |
|                                                              | Place publique (PP)                                          | Place publique (PP)                               | 1 158        | 0,29         | 0            | 0             | Nv            |             |               |               |  |
|                                                              | Dissidents Ensemble                                          | Dissidents Ensemble                               | 996          | 0,25         | 0            | 0             | en stagnation |             |               |               |  |
|                                                              | Ensemble pour les libertés (EPL)                             | Ensemble pour les libertés (EPL)                  | 829          | 0,21         | 0            | 0             | Nv            |             |               |               |  |
|                                                              | Parti ouvrier indépendant démocratique (POID)                | Parti ouvrier indépendant démocratique (POID)     | 470          | 0,12         | 0            | 0             | en stagnation |             |               |               |  |
|                                                              | Union des démocrates musulmans français (UDMF)               | Union des démocrates musulmans français (UDMF)    | 465          | 0,12         | 0            | 0             | Nv            |             |               |               |  |
|                                                              | Alliance du Peuple (AdP)                                     | Alliance du Peuple (AdP)                          | 411          | 0,10         | 0            | 0             | Nv            |             |               |               |  |
|                                                              | Volt France (Volt)                                           | Volt France (Volt)                                | 408          | 0,10         | 0            | 0             | Nv            |             |               |               |  |
|                                                              | Parti communiste révolutionnaire de France (PCRF)            | Parti communiste révolutionnaire de France (PCRF) | 156          | 0,04         | 0            | 0             | Nv            |             |               |               |  |
|                                                              | Allons enfants (AE)                                          | Allons enfants (AE)                               | 145          | 0,04         | 0            | 0             | Nv            |             |               |               |  |
|                                                              | Nouveau Parti anticapitaliste (NPA)                          | Nouveau Parti anticapitaliste (NPA)               | 83           | 0,02         | 0            | 0             | Nv            |             |               |               |  |
|                                                              | Sans étiquette (SE)                                          | Sans étiquette (SE)                               | 0            | 0,00         | 0            | 0             | en stagnation |             |               |               |  |
|                                                              |                                                              |                                                   |              |              |              |               |               |             |               |               |  |
| Suffrages exprimés                                           | Suffrages exprimés                                           | Suffrages exprimés                                | 401 212      | 97,80        |              | 381 385       | 93,85         |             |               |               |  |
| Votes blancs                                                 | Votes blancs                                                 | Votes blancs                                      | 6 411        | 1,56         | 17 235       | 4,24          |               |             |               |               |  |
| Votes nuls                                                   | Votes nuls                                                   | Votes nuls                                        | 2 596        | 0,63         | 7 753        | 1,91          |               |             |               |               |  |
| Total                                                        | Total                                                        | Total                                             | 410 219      | 100          | 0            | 406 373       | 100           | 8           | 8             | en stagnation |  |
| Abstentions                                                  | Abstentions                                                  | Abstentions                                       | 365 275      | 47,10        |              | 369 240       | 47,61         |             |               |               |  |
| Inscrits/Participation                                       | Inscrits/Participation                                       | Inscrits/Participation                            | 775 494      | 52,90        | 775 613      | 52,39         |               |             |               |               |  |

#### Résultats par nuance
| Nuance                 | Nuance                                         | Nuance                 | Premier tour | Premier tour | Premier tour | Second tour | Second tour   | Second tour | Total Sièges | +/-           |  |
| Nuance                 | Nuance                                         | Nuance                 | Voix         | %            | Sièges       | Voix        | %             | Sièges      | Total Sièges | +/-           |  |
| ---------------------- | ---------------------------------------------- | ---------------------- | ------------ | ------------ | ------------ | ----------- | ------------- | ----------- | ------------ | ------------- |  |
|                        | Ensemble !                                     | ENS                    | 139 362      | 34,74        | 0            | 194 049     | 50,88         | 3           | 3            | 2             |  |
|                        | Nouvelle Union populaire écologique et sociale | NUP                    | 132 936      | 33,13        | 0            | 163 631     | 42,90         | 4           | 4            | 3             |  |
|                        | Rassemblement national                         | RN                     | 49 646       | 12,37        | 0            |             |               |             | 0            | en stagnation |  |
|                        | Les Républicains                               | LR                     | 33 446       | 8,34         | 0            | 23 705      | 6,22          | 1           | 1            |               |  |
|                        | Reconquête                                     | REC                    | 11 820       | 2,95         | 0            |             |               |             | 0            | Nv            |  |
|                        | Ecologistes                                    | ECO                    | 7 320        | 1,82         | 0            | 0           | en stagnation |             |              |               |  |
|                        | Régionaliste                                   | REG                    | 7 110        | 1,77         | 0            | 0           | en stagnation |             |              |               |  |
|                        | Divers gauche                                  | DVG                    | 5 210        | 1,30         | 0            | 0           | en stagnation |             |              |               |  |
|                        | Divers extrême gauche                          | DXG                    | 4 569        | 1,14         | 0            | 0           | en stagnation |             |              |               |  |
|                        | Droite souverainiste                           | DSV                    | 4 129        | 1,03         | 0            | 0           | en stagnation |             |              |               |  |
|                        | Divers centre                                  | DVC                    | 2 898        | 0,72         | 0            | 0           | Nv            |             |              |               |  |
|                        | Divers                                         | DIV                    | 2 766        | 0,69         | 0            | 0           | en stagnation |             |              |               |  |
|                        |                                                |                        |              |              |              |             |               |             |              |               |  |
| Suffrages exprimés     | Suffrages exprimés                             | Suffrages exprimés     | 401 212      | 97,80        |              | 381 385     | 93,85         |             |              |               |  |
| Votes blancs           | Votes blancs                                   | Votes blancs           | 6 411        | 1,56         | 17 235       | 4,24        |               |             |              |               |  |
| Votes nuls             | Votes nuls                                     | Votes nuls             | 2 596        | 0,63         | 7 753        | 1,91        |               |             |              |               |  |
| Total                  | Total                                          | Total                  | 410 219      | 100          | 0            | 406 373     | 100           | 8           | 8            | en stagnation |  |
| Abstentions            | Abstentions                                    | Abstentions            | 365 275      | 47,10        |              | 369 240     | 47,61         |             |              |               |  |
| Inscrits/Participation | Inscrits/Participation                         | Inscrits/Participation | 775 494      | 52,90        | 775 613      | 52,39       |               |             |              |               |  |

### Cartes

Nuance politique des candidats arrivés en tête dans chaque commune au 1er tour.
Nuance politique des candidats arrivés en tête dans chaque commune au 2e tour.

### Résultats par circonscription

#### Première circonscription
Député sortant : Siège vacant.
| Candidat                 | Candidat                 | Parti et coalition       | Nuance                   | Premier tour | Premier tour | Second tour | Second tour |
| Candidat                 | Candidat                 | Parti et coalition       | Nuance                   | Voix         | %            | Voix        | %           |
| ------------------------ | ------------------------ | ------------------------ | ------------------------ | ------------ | ------------ | ----------- | ----------- |
|                          | Frédéric Mathieu         | LFI (NUPES)              | NUP                      | 19 220       | 39,27        | 25 205      | 52,62       |
|                          | Hind Saoud               | LREM (ENS)               | ENS                      | 15 992       | 32,67        | 22 691      | 47,38       |
|                          | Nadine Desprez           | RN                       | RN                       | 4 679        | 9,56         |             |             |
|                          | Yannick Le Moing         | MEI (TUPV)               | ECO                      | 2 470        | 5,05         |             |             |
|                          | Jean-Bruno Barguil-Dupic | SE (UDC)                 | DVC                      | 1 902        | 3,89         |             |             |
|                          | Laurent Siegward-Kampf   | REC                      | REC                      | 1 184        | 2,42         |             |             |
|                          | Jean-François Monnier    | UDB (R&PS)               | REG                      | 1 032        | 2,11         |             |             |
|                          | Gwenola Bouriel          | PA                       | ECO                      | 506          | 1,03         |             |             |
|                          | Valérie Hamon            | LO                       | DXG                      | 497          | 1,02         |             |             |
|                          | Gautier Rouleau          | LP (UPF)                 | DSV                      | 463          | 0,95         |             |             |
|                          | Martin Gaumont           | EPL                      | DIV                      | 355          | 0,73         |             |             |
|                          | Sébastien Girard         | PB (PU)                  | REG                      | 274          | 0,56         |             |             |
|                          | Laurent Priet            | POID                     | DXG                      | 231          | 0,47         |             |             |
|                          | Khalid Bajjouj           | UDMF                     | DIV                      | 143          | 0,29         |             |             |
|                          |                          |                          |                          |              |              |             |             |
| Votes valides            | Votes valides            | Votes valides            | Votes valides            | 48 948       | 97,81        | 47 896      | 94,50       |
| Votes blancs             | Votes blancs             | Votes blancs             | Votes blancs             | 773          | 1,54         | 1 950       | 3,85        |
| Votes nuls               | Votes nuls               | Votes nuls               | Votes nuls               | 321          | 0,64         | 836         | 1,65        |
| Total                    | Total                    | Total                    | Total                    | 50 042       | 100          | 50 682      | 100         |
| Abstention               | Abstention               | Abstention               | Abstention               | 43 440       | 46,47        | 42 819      | 45,80       |
| Inscrits / participation | Inscrits / participation | Inscrits / participation | Inscrits / participation | 93 482       | 53,53        | 93 501      | 54,20       |

#### Deuxième circonscription
Députée sortante : Laurence Maillart-Méhaignerie (La République en marche).
| Candidat                 | Candidat                      | Parti et coalition       | Nuance                   | Premier tour | Premier tour | Second tour | Second tour |
| Candidat                 | Candidat                      | Parti et coalition       | Nuance                   | Voix         | %            | Voix        | %           |
| ------------------------ | ----------------------------- | ------------------------ | ------------------------ | ------------ | ------------ | ----------- | ----------- |
|                          | Laurence Maillart-Méhaignerie | LREM (ENS)               | ENS                      | 22 630       | 41,41        | 28 165      | 51,82       |
|                          | Tristan Lahais                | G·s (NUPES)              | NUP                      | 21 596       | 39,51        | 26 190      | 48,18       |
|                          | Stéphanie Cadiou              | RN                       | RN                       | 4 598        | 8,41         |             |             |
|                          | Jean-Pierre Charote           | VIA                      | REC                      | 2 204        | 4,03         |             |             |
|                          | Mathilde Lahogue              | UDB (R&PS)               | REG                      | 1 154        | 2,11         |             |             |
|                          | Marc-Antoine Jambu            | LP (UPF)                 | DSV                      | 718          | 1,31         |             |             |
|                          | Victor Marion                 | PA                       | ECO                      | 676          | 1,24         |             |             |
|                          | Florence Defrance             | LO                       | DXG                      | 619          | 1,13         |             |             |
|                          | Maël Egron                    | PB (PU)                  | REG                      | 375          | 0,69         |             |             |
|                          | Sofia Ben Lahcen              | UDMF                     | DIV                      | 84           | 0,15         |             |             |
|                          |                               |                          |                          |              |              |             |             |
| Votes valides            | Votes valides                 | Votes valides            | Votes valides            | 54 654       | 97,86        | 54 355      | 95,83       |
| Votes blancs             | Votes blancs                  | Votes blancs             | Votes blancs             | 913          | 1,63         | 1 627       | 2,87        |
| Votes nuls               | Votes nuls                    | Votes nuls               | Votes nuls               | 282          | 0,50         | 736         | 1,30        |
| Total                    | Total                         | Total                    | Total                    | 55 849       | 100          | 56 718      | 100         |
| Abstention               | Abstention                    | Abstention               | Abstention               | 42 410       | 43,16        | 41 553      | 42,28       |
| Inscrits / participation | Inscrits / participation      | Inscrits / participation | Inscrits / participation | 98 259       | 56,84        | 98 271      | 57,72       |

#### Troisième circonscription
Députée sortante : Claudia Rouaux (Parti socialiste).
| Candidat                 | Candidat                 | Parti et coalition       | Nuance                   | Premier tour | Premier tour | Second tour | Second tour |
| Candidat                 | Candidat                 | Parti et coalition       | Nuance                   | Voix         | %            | Voix        | %           |
| ------------------------ | ------------------------ | ------------------------ | ------------------------ | ------------ | ------------ | ----------- | ----------- |
|                          | Claudia Rouaux           | PS (NUPES)               | NUP                      | 16 822       | 35,72        | 23 784      | 51,53       |
|                          | Christophe Martins       | PRV (ENS)                | ENS                      | 15 317       | 32,53        | 22 375      | 48,47       |
|                          | Astrid Prunier           | RN                       | RN                       | 6 998        | 14,86        |             |             |
|                          | Mélina Parmentier        | LR (UDC)                 | LR                       | 4 015        | 8,53         |             |             |
|                          | David Merlière           | REC                      | REC                      | 1 350        | 2,87         |             |             |
|                          | Céline Bretel            | PA                       | ECO                      | 746          | 1,58         |             |             |
|                          | Mathieu Guihard          | PB (PU)                  | REG                      | 593          | 1,26         |             |             |
|                          | Jean-Louis Amisse        | LO                       | DXG                      | 587          | 1,25         |             |             |
|                          | Matthieu Ploquin         | PP                       | DVG                      | 580          | 1,23         |             |             |
|                          | Karim Farah              | UDMF                     | DIV                      | 82           | 0,17         |             |             |
|                          |                          |                          |                          |              |              |             |             |
| Votes valides            | Votes valides            | Votes valides            | Votes valides            | 47 090       | 97,77        | 46 159      | 94,06       |
| Votes blancs             | Votes blancs             | Votes blancs             | Votes blancs             | 768          | 1,59         | 1 905       | 3,88        |
| Votes nuls               | Votes nuls               | Votes nuls               | Votes nuls               | 308          | 0,64         | 1 012       | 2,06        |
| Total                    | Total                    | Total                    | Total                    | 48 166       | 100          | 49 076      | 100         |
| Abstention               | Abstention               | Abstention               | Abstention               | 43 669       | 47,55        | 42 782      | 46,57       |
| Inscrits / participation | Inscrits / participation | Inscrits / participation | Inscrits / participation | 91 835       | 52,45        | 91 858      | 53,43       |

#### Quatrième circonscription
Député sortant : Gaël Le Bohec (La République en marche).
| Candidat                 | Candidat                 | Parti et coalition       | Nuance                   | Premier tour | Premier tour | Second tour | Second tour |
| Candidat                 | Candidat                 | Parti et coalition       | Nuance                   | Voix         | %            | Voix        | %           |
| ------------------------ | ------------------------ | ------------------------ | ------------------------ | ------------ | ------------ | ----------- | ----------- |
|                          | Mathilde Hignet ,        | LFI (NUPES)              | NUP                      | 15 371       | 32,61        | 22 856      | 50,36       |
|                          | Anne Patault             | LREM (ENS)               | ENS                      | 14 035       | 29,78        | 22 528      | 49,64       |
|                          | Gabriel Orain            | RN                       | RN                       | 8 245        | 17,49        |             |             |
|                          | Jacques François         | LR (UDC)                 | LR                       | 3 715        | 7,88         |             |             |
|                          | Mireille Bleivas         | REC                      | REC                      | 1 265        | 2,68         |             |             |
|                          | Gil Desmoulin            | PP                       | DVG                      | 1 158        | 2,46         |             |             |
|                          | Céline Blatéron          | UDB (R&PS)               | REG                      | 761          | 1,61         |             |             |
|                          | Valérie Oliviero         | DLF (UPF)                | DSV                      | 731          | 1,55         |             |             |
|                          | Sarah Tetaud             | PA                       | ECO                      | 531          | 1,13         |             |             |
|                          | Sandra Chirazi           | LO                       | DXG                      | 483          | 1,02         |             |             |
|                          | Jocelyne Devriendt       | PB (PU)                  | REG                      | 461          | 0,98         |             |             |
|                          | Ludovic Hautier          | PP                       | DIV                      | 220          | 0,47         |             |             |
|                          | Christian Lohyn          | PCRF                     | DXG                      | 156          | 0,33         |             |             |
|                          |                          |                          |                          |              |              |             |             |
| Votes valides            | Votes valides            | Votes valides            | Votes valides            | 47 132       | 97,33        | 45 384      | 93,02       |
| Votes blancs             | Votes blancs             | Votes blancs             | Votes blancs             | 893          | 1,84         | 2 261       | 4,63        |
| Votes nuls               | Votes nuls               | Votes nuls               | Votes nuls               | 401          | 0,83         | 1 143       | 2,34        |
| Total                    | Total                    | Total                    | Total                    | 48 426       | 100          | 48 788      | 100         |
| Abstention               | Abstention               | Abstention               | Abstention               | 47 381       | 49,45        | 47 030      | 49,08       |
| Inscrits / participation | Inscrits / participation | Inscrits / participation | Inscrits / participation | 95 807       | 50,55        | 95 818      | 50,92       |

#### Cinquième circonscription
Députée sortante : Christine Cloarec-Le Nabour (La République en marche).
| Candidat                 | Candidat                    | Parti et coalition       | Nuance                   | Premier tour | Premier tour | Second tour | Second tour |
| Candidat                 | Candidat                    | Parti et coalition       | Nuance                   | Voix         | %            | Voix        | %           |
| ------------------------ | --------------------------- | ------------------------ | ------------------------ | ------------ | ------------ | ----------- | ----------- |
|                          | Christine Cloarec-Le Nabour | LREM (ENS)               | ENS                      | 18 595       | 34,43        | 29 688      | 58,66       |
|                          | Gilles Renault              | LFI (NUPES)              | NUP                      | 14 069       | 26,05        | 20 921      | 41,34       |
|                          | Jonathan Houillot           | LR (UDC)                 | LR                       | 9 067        | 16,79        |             |             |
|                          | Françoise Gilois            | RN                       | RN                       | 7 248        | 13,42        |             |             |
|                          | Marie de Blic,              | VIA                      | REC                      | 1 469        | 2,72         |             |             |
|                          | Michel Austerlitz           | GRS (FGR)                | DVG                      | 1 262        | 2,34         |             |             |
|                          | Marion Stubert              | PA                       | ECO                      | 744          | 1,38         |             |             |
|                          | Denis Beaurain              | LP (UPF)                 | DSV                      | 722          | 1,34         |             |             |
|                          | Christelle Jarny            | LO                       | DXG                      | 427          | 0,79         |             |             |
|                          | Pamela Deline               | AdP                      | DIV                      | 411          | 0,76         |             |             |
|                          |                             |                          |                          |              |              |             |             |
| Votes valides            | Votes valides               | Votes valides            | Votes valides            | 54 014       | 97,50        | 50 609      | 93,37       |
| Votes blancs             | Votes blancs                | Votes blancs             | Votes blancs             | 939          | 1,70         | 2 411       | 4,45        |
| Votes nuls               | Votes nuls                  | Votes nuls               | Votes nuls               | 445          | 0,80         | 1 181       | 2,18        |
| Total                    | Total                       | Total                    | Total                    | 55 398       | 100          | 54 201      | 100         |
| Abstention               | Abstention                  | Abstention               | Abstention               | 54 316       | 49,51        | 55 534      | 50,61       |
| Inscrits / participation | Inscrits / participation    | Inscrits / participation | Inscrits / participation | 109 714      | 50,49        | 109 735     | 49,39       |

#### Sixième circonscription
Député sortant : Thierry Benoit (Union des démocrates et indépendants). Il est investi par Horizons après son ralliement à Ensemble,.
| Candidat                 | Candidat                 | Parti et coalition       | Nuance                   | Premier tour | Premier tour | Second tour | Second tour |
| Candidat                 | Candidat                 | Parti et coalition       | Nuance                   | Voix         | %            | Voix        | %           |
| ------------------------ | ------------------------ | ------------------------ | ------------------------ | ------------ | ------------ | ----------- | ----------- |
|                          | Thierry Benoit,          | H (ENS)                  | ENS                      | 21 513       | 46,88        | 26 431      | 61,69       |
|                          | Hélène Mocquard          | LFI (NUPES)              | NUP                      | 11 762       | 25,63        | 16 413      | 38,31       |
|                          | Gilles Pennelle          | RN                       | RN                       | 7 618        | 16,60        |             |             |
|                          | Tangi Marion             | LR (UDC)                 | LR                       | 1 825        | 3,98         |             |             |
|                          | Émilie Béchadergue       | REC                      | REC                      | 966          | 2,10         |             |             |
|                          | Ludovic Hubert           | LO                       | DXG                      | 523          | 1,14         |             |             |
|                          | Adrien Aubrée            | PA                       | ECO                      | 500          | 1,09         |             |             |
|                          | Dominique André          | DLF (UPF)                | DSV                      | 486          | 1,06         |             |             |
|                          | Nolwenn Floc’h           | PP                       | DIV                      | 371          | 0,81         |             |             |
|                          | Maricela Murgeanu        | PB (PU)                  | REG                      | 328          | 0,71         |             |             |
|                          |                          |                          |                          |              |              |             |             |
| Votes valides            | Votes valides            | Votes valides            | Votes valides            | 45 892       | 97,61        | 42 844      | 94,02       |
| Votes blancs             | Votes blancs             | Votes blancs             | Votes blancs             | 791          | 1,68         | 1 842       | 4,04        |
| Votes nuls               | Votes nuls               | Votes nuls               | Votes nuls               | 335          | 0,71         | 885         | 1,94        |
| Total                    | Total                    | Total                    | Total                    | 47 018       | 100          | 45 571      | 100         |
| Abstention               | Abstention               | Abstention               | Abstention               | 43 256       | 47,92        | 44 721      | 49,53       |
| Inscrits / participation | Inscrits / participation | Inscrits / participation | Inscrits / participation | 90 274       | 52,08        | 90 292      | 50,47       |

#### Septième circonscription
Député sortant : Jean-Luc Bourgeaux (Les Républicains).
| Candidat                 | Candidat                 | Parti et coalition       | Nuance                   | Premier tour | Premier tour | Second tour | Second tour |
| Candidat                 | Candidat                 | Parti et coalition       | Nuance                   | Voix         | %            | Voix        | %           |
| ------------------------ | ------------------------ | ------------------------ | ------------------------ | ------------ | ------------ | ----------- | ----------- |
|                          | Anne Le Gagne            | MoDem (ENS)              | ENS                      | 15 330       | 28,37        | 21 681      | 47,77       |
|                          | Jean-Luc Bourgeaux       | LR (UDC)                 | LR                       | 13 736       | 25,42        | 23 705      | 52,23       |
|                          | Nicolas Guivarc’h        | LFI (NUPES)              | NUP                      | 11 486       | 21,26        |             |             |
|                          | Dylan Lemoine            | RN                       | RN                       | 6 861        | 12,70        |             |             |
|                          | Leïla Marie Rosenstech   | REC                      | REC                      | 1 970        | 3,65         |             |             |
|                          | Christophe Fichet        | H diss.                  | DVC                      | 996          | 1,84         |             |             |
|                          | Éliane Leclercq          | UDB (R&PS)               | REG                      | 695          | 1,29         |             |             |
|                          | Marie-Thérèse Drelon     | PA                       | ECO                      | 595          | 1,10         |             |             |
|                          | Claude Béquignon         | LP (UPF)                 | DSV                      | 478          | 0,88         |             |             |
|                          | Nelly Ferriault          | EPL                      | DIV                      | 474          | 0,88         |             |             |
|                          | Stéphane Péan            | Volt                     | DIV                      | 408          | 0,76         |             |             |
|                          | Edouard Descottes        | LO                       | DXG                      | 355          | 0,66         |             |             |
|                          | Étienne Gruenais,        | PB (PU)                  | REG                      | 304          | 0,56         |             |             |
|                          | Jean-Michel Groisier     | POID                     | DXG                      | 239          | 0,44         |             |             |
|                          | Julien Delcourt          | PP                       | DIV                      | 62           | 0,11         |             |             |
|                          | Ismail Ben Lahcen        | UDMF                     | DIV                      | 45           | 0,08         |             |             |
|                          | Raoul Kuczyk             | SE                       | DIV                      | 0            | 0,00         |             |             |
|                          |                          |                          |                          |              |              |             |             |
| Votes valides            | Votes valides            | Votes valides            | Votes valides            | 54 034       | 98,26        | 45 386      | 89,88       |
| Votes blancs             | Votes blancs             | Votes blancs             | Votes blancs             | 677          | 1,23         | 3 748       | 7,42        |
| Votes nuls               | Votes nuls               | Votes nuls               | Votes nuls               | 278          | 0,51         | 1 363       | 2,70        |
| Total                    | Total                    | Total                    | Total                    | 54 989       | 100          | 50 497      | 100         |
| Abstention               | Abstention               | Abstention               | Abstention               | 50 143       | 47,70        | 54 644      | 51,97       |
| Inscrits / participation | Inscrits / participation | Inscrits / participation | Inscrits / participation | 105 132      | 52,30        | 105 141     | 48,03       |

#### Huitième circonscription
Député sortant : Florian Bachelier (La République en marche).
| Candidat                 | Candidat                  | Parti et coalition       | Nuance                   | Premier tour | Premier tour | Second tour | Second tour |
| Candidat                 | Candidat                  | Parti et coalition       | Nuance                   | Voix         | %            | Voix        | %           |
| ------------------------ | ------------------------- | ------------------------ | ------------------------ | ------------ | ------------ | ----------- | ----------- |
|                          | Mickaël Bouloux           | PS (NUPES)               | NUP                      | 22 610       | 45,72        | 28 262      | 57,97       |
|                          | Florian Bachelier         | LREM (ENS)               | ENS                      | 15 950       | 32,26        | 20 490      | 42,03       |
|                          | Marianne Looten           | RN                       | RN                       | 3 399        | 6,87         |             |             |
|                          | Rodolphe Llavori          | ENG (FGR)                | DVG                      | 2 065        | 4,18         |             |             |
|                          | Régis Barbié de Préaudeau | REC                      | REC                      | 1 412        | 2,86         |             |             |
|                          | Maël Tournade             | LR (UDC)                 | LR                       | 1 088        | 2,20         |             |             |
|                          | Joël Le Gall              | UDB (R&PS)               | REG                      | 863          | 1,75         |             |             |
|                          | Guillaume Gomez           | PA                       | ECO                      | 552          | 1,12         |             |             |
|                          | Jean-Pierre Nicolas       | LP (UPF)                 | DSV                      | 531          | 1,07         |             |             |
|                          | Fabrice Lucas             | LO                       | DXG                      | 369          | 0,75         |             |             |
|                          | Karol Dolu                | PB (PU)                  | REG                      | 270          | 0,55         |             |             |
|                          | Sébastien Allix           | AE                       | DVG                      | 145          | 0,29         |             |             |
|                          | Kamel Elahiar             | UDMF                     | DIV                      | 111          | 0,22         |             |             |
|                          | Marvin Leroux             | app. NPA                 | DXG                      | 83           | 0,17         |             |             |
|                          |                           |                          |                          |              |              |             |             |
| Votes valides            | Votes valides             | Votes valides            | Votes valides            | 49 448       | 98,25        | 48 752      | 95,89       |
| Votes blancs             | Votes blancs              | Votes blancs             | Votes blancs             | 657          | 1,31         | 1 491       | 2,93        |
| Votes nuls               | Votes nuls                | Votes nuls               | Votes nuls               | 226          | 0,45         | 597         | 1,17        |
| Total                    | Total                     | Total                    | Total                    | 50 331       | 100          | 50 840      | 100         |
| Abstention               | Abstention                | Abstention               | Abstention               | 40 660       | 44,69        | 40 157      | 44,13       |
| Inscrits / participation | Inscrits / participation  | Inscrits / participation | Inscrits / participation | 90 991       | 55,31        | 90 997      | 55,87       |